# Mascarose Ire d'Armagnac
Mascarose Ire d'Armagnac et de Lomagne, morte avant le 25 mars 1246, fut comtesse d'Armagnac et de Fezensac de 1245 à 1246. Elle était fille de Géraud V, comte d'Armagnac et de Fézensac.
Elle épousa son cousin Arnaud Odon, vicomte de Lomagne, et eut :
- Mascarose II († 1256), comtesse d'Armagnac et de Fésensac, mariée en 1255 à Eschivat de Chabanais.

Elle succéda à son frère Bernard V en 1245, mais un cousin, Géraud, vicomte de Fézensaguet, estima que les comtés ne pouvaient pas être tenus par une femme et lui en contesta la possession. Une guerre s'ensuivit entre d'une part Géraud, soutenu par Raymond VII de Toulouse puis par Alphonse de Poitiers, et d'autre part Arnaud Odon et Mascarose, soutenus par le roi Henri III d'Angleterre ; elle ne se résoudra que par la mort sans enfant de Mascarose II.